# Walter AG
Die Walter AG ist ein deutscher Werkzeughersteller für die Metallzerspanung. Das Unternehmen ist eine Tochtergesellschaft der Sandvik Holding GmbH, die wiederum zur schwedischen Sandvik AB gehört. Der Stammsitz ist im baden-württembergischen Tübingen. Bei der Walter AG sind weltweit rund 3.800 Mitarbeiter beschäftigt (Stand 2022).

## Geschichte

### Von der Gründung bis zum Börsengang
Richard Walter gründete das Unternehmen 1919 in Düsseldorf, es firmierte unter Metallurgische Gesellschaft Richard Walter & Co. 1925 übernahm es einen Betrieb in Tübingen, aus dem später die Montanwerke Walter hervorgingen, zugleich wurde der Sitz nach Tübingen verlegt. Werkzeuge für die Metallzerspanung sowie die Weiterentwicklung von Hartmetall-Werkzeugen standen im Mittelpunkt der frühen Unternehmensgeschichte. 1928 meldete das Unternehmen erste Hartmetall-Patente an.
In der Zeit des Nationalsozialismus nahm das Unternehmen am wirtschaftlichen Aufschwung durch die Rüstungsindustrie teil. Mitte 1930er Jahre fertigte der Präzisionswerkzeug-Hersteller beispielsweise Ventile für Flugzeugmotoren. Hier arbeiteten die Walter Montanwerke unter anderem mit den Junkers Flugzeug- und Motorenwerken zusammen. Während des Zweiten Weltkrieges produzierte das Unternehmen überwiegend Flugzeugersatzteile.
Das Unternehmen dehnte in den 1950er Jahren seine Produkte auf Werkzeuge für Holz- und Kunststoffverarbeitung aus. Es erweiterte zudem sein Angebot um Werkzeugschleifmaschinen und Messerkopf-Schleifautomaten. 1953 wurde die weltweit erste vollautomatische Schleifmaschine entwickelt. 1967 begannen die ersten Schritte der Internationalisierung mit der Gründung einer Tochtergesellschaft in Wien. Sie wurden in den 1970er Jahren mit der Integration eines italienischen Unternehmens (1973) sowie der Gründung weiterer Töchter in Großbritannien (1972) und Frankreich (1974) fortgesetzt. 1977 erfolgten Bau und Fertigstellung von Produktionsstätten der Walter Hartmetall GmbH in Münsingen. Bereits ein Jahr zuvor brachte das Unternehmen die erste CNC-gesteuerte Schleifmaschine der Welt auf den Markt.
1981 eröffnete das Unternehmen sein erstes Zweigwerk außerhalb Europas, Walter Grinders in Fredericksburg (Virginia), USA. Seit Ende der 1980er Jahre entwickelt und vermarktet die Walter Gruppe auch Software für die Werkzeugdatenverwaltung.

### Entwicklung seit 1990
Im April 1990 erfolgte die Umwandlung in eine Aktiengesellschaft, ein erster Schritt für den Börsengang, der im Mai 1990 folgte. Die weltweite Krise des Werkzeugmaschinenbaus zu Beginn der 1990er Jahre traf auch die Walter AG. Das Unternehmen schaffte 1994 nach drei Krisenjahren, die durch Umsatzrückgänge, Verluste und Entlassungen sowie Umstrukturierungsprogramme charakterisiert waren, die Ertrags- und Umsatzwende.
Die Internationalisierung schritt in der Krise und in den Jahren bis zur Jahrtausendwende voran. Mit der Osawa Screw Grinding (OSG), einem Unternehmen aus dem japanischen Toyokawa, gründete die Walter AG 1992 ein Joint Venture. Ein weiteres Gemeinschaftsunternehmen entstand 1993 mit der spanischen Trans-Inter S.A., (L’Hospitalet de Llobregat). 1996 etablierte die Walter AG nahe São Paulo eine brasilianische Vertriebstochter; im tschechischen Kuřim bei Brünn nahm eine produzierende Tochtergesellschaft ihren Betrieb auf; in China entstand ein Joint Venture.
Zum Jahresende 1999 bestand das Unternehmen aus der Zentrale in Tübingen und 15 Tochtergesellschaften, der Umsatz lag bei 450 Mio. DM, 1.660 Mitarbeiter waren damals weltweit beschäftigt. Ein Jahr später arbeiteten knapp 2.000 Personen für die Gruppe, der Umsatz lag bei 520 Mio. DM, die Zahl der Niederlassungen erhöhte sich auf 20. Die Umsätze des damaligen SDAX-Unternehmens wurden zu 75 Prozent im Ausland erzielt.
2001 übernahm der schwedische Industriekonzern Sandvik die Aktienmehrheit, die zuvor mit 60 Prozent bei der Familie Mambretti lag. 2004 verkaufte die Walter AG ihre Maschinenbausparte an den Körber-Konzern und konzentrierte sich anschließend auf die Herstellung von Zerspanungswerkzeugen und die Entwicklung von Software für die Werkzeugverwaltung. Durch ein Squeeze-out im Jahr 2005 gehörte die Walter AG vollständig der Sandvik Holding GmbH. In der Nacht vom 12. auf dem 13. Januar 2006 zerstörte ein Brand zwei Fabrikhallen in Tübingen mit einer Fläche von 3.200 Quadratmetern. 2007 fusionierte das Unternehmen mit Titex (Frankfurt) und Prototyp (Zell am Harmersbach). Ende 2009/Anfang 2010 beschäftigte die Gruppe rund 2.700 Mitarbeiter, sie bestand aus der Tübinger Zentrale sowie zahlreichen Tochtergesellschaften weltweit. Anfang 2010 wurde die Übernahme des amerikanischen Unternehmens Valenite vollzogen. Das Unternehmen eröffnete 2016 sein Walter Technology Center am Tübinger Firmensitz. 2017 übernahm es das Software-Unternehmen Comara in St. Georgen im Schwarzwald und 2020 das amerikanische Unternehmen Melin Tool Company.
Im Januar 2020 kündigte das Unternehmen an, seinen Produktionsstandort in Frankfurt aufzugeben.
Das Unternehmen war von 2004 bis 2018 Namens- und Hauptsponsor des Basketball-Bundesliga-Teams WALTER Tigers Tübingen.

## Gegenwart

### Produkte
Die Walter AG bietet Präzisionswerkzeuge zum Fräsen, Drehen, Bohren und Gewindeschneiden an.

### Konzern
Über die Sandvik Holding GmbH (Düsseldorf) gehört die Walter AG zum Sandvik-Konzern. In der Walter-Gruppe sind ca. 3.800 Mitarbeiter beschäftigt.